# Liga dos Campeões da AFC de 2014
A Liga dos Campeões da AFC de 2014 foi a 33ª edição da liga organizada pela Confederação Asiática de Futebol (AFC). Como campeão o Western Sydney Wanderers disputou a Copa do Mundo de Clubes da FIFA de 2014.

## Equipes classificadas

### Ásia Ocidental
| País                                 | Equipe              | Classificação                                                                                     |
| ------------------------------------ | ------------------- | ------------------------------------------------------------------------------------------------- |
| Irão (4 vagas)                       | Esteghlal           | Campeão – Iran Pro League de 2012–13                                                              |
| Irão (4 vagas)                       | Sepahan             | Campeão – Copa Hazfi de 2012–13 Terceiro-lugar – Iran Pro League de 2012–13                       |
| Irão (4 vagas)                       | Tractor Sazi        | Vice-campeão – Iran Pro League de 2012–13                                                         |
| Irão (4 vagas)                       | Foolad              | Quarto-lugar – Iran Pro League de 2012–13                                                         |
| Arábia Saudita · (4 vagas)           | Al-Fateh            | Campeão – Campeonato Saudita de Futebol de 2012–13                                                |
| Arábia Saudita · (4 vagas)           | Al-Ittihad          | Campeão – Copa dos Campeões Saudita de 2013                                                       |
| Arábia Saudita · (4 vagas)           | Al-Hilal            | Vice-campeão – Campeonato Saudita de Futebol de 2012–13                                           |
| Arábia Saudita · (4 vagas)           | Al-Shabab           | Terceiro-lugar – Campeonato Saudita de Futebol de 2012–13                                         |
| Emirados Árabes Unidos · (3+1 vagas) | Al-Ain              | Campeão – Campeonato Emiratense de Futebol de 2012–13                                             |
| Emirados Árabes Unidos · (3+1 vagas) | Al-Ahli             | Campeão – UAE President Cup de 2012–13 Vice-campeão – Campeonato Emiratense de Futebol de 2012–13 |
| Emirados Árabes Unidos · (3+1 vagas) | Al-Jazira           | Terceiro-lugar – Campeonato Emiratense de Futebol de 2012–13                                      |
| Emirados Árabes Unidos · (3+1 vagas) | Baniyas†            | Quarto-lugar – Campeonato Emiratense de Futebol de 2012–13                                        |
| Catar · (2+2 vagas)                  | Al-Sadd             | Campeão – Qatar Stars League de 2012–13                                                           |
| Catar · (2+2 vagas)                  | Al-Rayyan           | Campeão – Copa do Emir do Qatar de 2013                                                           |
| Catar · (2+2 vagas)                  | Lekhwiya†           | Vice-campeão – Qatar Stars League de 2012–13                                                      |
| Catar · (2+2 vagas)                  | Al Jaish†           | Terceiro-lugar – Qatar Stars League de 2012–13                                                    |
| Uzbequistão · (1+2 vagas)            | Bunyodkor           | Campeão – Campeonato Uzbeque de Futebol de 2013 Campeão – Copa do Uzbequistão de 2013             |
| Uzbequistão · (1+2 vagas)            | Lokomotiv Tashkent† | Vice-campeão – Campeonato Uzbeque de Futebol de 2013                                              |
| Uzbequistão · (1+2 vagas)            | Nasaf Qarshi†       | Terceiro-lugar – Campeonato Uzbeque de Futebol de 2013                                            |
| Kuwait · (2 vagas)                   | Al-Kuwait†          | Campeão – Copa da AFC de 2013 Campeão – Campeonato Kuwaitiano de Futebol de 2012–13               |
| Kuwait · (2 vagas)                   | Al-Qadsia†          | Vice-campeão – Copa da AFC de 2013 Vice-campeão – Campeonato Kuwaitiano de Futebol de 2012–13     |
| Jordânia · (1 vaga)                  | Shabab Al-Ordon†    | Campeão – Campeonato Jordano de Futebol de 2012–13                                                |
| Omã (1 vaga)                         | Al-Suwaiq†          | Campeão – Campeonato Omanense de Futebol de 2012–13                                               |
| Bahrein · (1 vaga)                   | Al-Hidd†            | Terceiro lugar[Nota Bahrein] – Bahraini Premier League de 2012–13                                 |
| Iraque · (1 vaga)                    | Al-Shorta†          | Campeão – Campeonato Iraquiano de Futebol de 2012–13                                              |

### Ásia Oriental
| País                    | Equipe                   | Classificação                                                                            |
| ----------------------- | ------------------------ | ---------------------------------------------------------------------------------------- |
| Japão · (4 vagas)       | Sanfrecce Hiroshima      | Campeão – Campeonato Japonês de Futebol de 2013                                          |
| Japão · (4 vagas)       | Yokohama F. Marinos      | Campeão – Copa do Imperador de 2013 Vice-campeão – Campeonato Japonês de Futebol de 2013 |
| Japão · (4 vagas)       | Kawasaki Frontale        | Terceiro lugar – Campeonato Japonês de Futebol de 2013                                   |
| Japão · (4 vagas)       | Cerezo Osaka             | Quarto lugar – Campeonato Japonês de Futebol de 2013                                     |
| Coreia do Sul (4 vagas) | Pohang Steelers          | Campeão – Campeonato Sul-Coreano de Futebol de 2013 Campeão – FA Cup Coreana de 2013     |
| Coreia do Sul (4 vagas) | Ulsan Hyundai            | Vice-campeão – Campeonato Sul-Coreano de Futebol de 2013                                 |
| Coreia do Sul (4 vagas) | Jeonbuk Hyundai Motors   | Terceiro-lugar – Campeonato Sul-Coreano de Futebol de 2013                               |
| Coreia do Sul (4 vagas) | FC Seoul                 | Quarto-lugar – Campeonato Sul-Coreano de Futebol de 2013                                 |
| China · (3+1 vagas)     | Guangzhou Evergrande     | Campeão – Super Liga Chinesa de 2013                                                     |
| China · (3+1 vagas)     | Guizhou Renhe            | Campeão – FA Cup Chinesa de 2013                                                         |
| China · (3+1 vagas)     | Shandong Luneng Taishan  | Vice-campeão – Super Liga Chinesa de 2013                                                |
| China · (3+1 vagas)     | Beijing Guoan†           | Terceiro-lugar – Super Liga Chinesa de 2013                                              |
| Austrália · (2+1 vagas) | Western Sydney Wanderers | Campeão – A-League de 2012–13                                                            |
| Austrália · (2+1 vagas) | Central Coast Mariners   | Campeão – A-League Grand Final de 2013 Vice-campeão – A-League de 2012–13                |
| Austrália · (2+1 vagas) | Melbourne Victory†       | Terceiro-lugar – A-League de 2012–13                                                     |
| Tailândia · (1+2 vagas) | Buriram United           | Campeão – Campeonato Tailandês de Futebol de 2013 Campeão – FA Cup Tailandesa de 2013    |
| Tailândia · (1+2 vagas) | Muangthong United†       | Vice-campeão – Campeonato Tailandês de Futebol de 2013                                   |
| Tailândia · (1+2 vagas) | Chonburi†                | Terceiro-lugar – Campeonato Tailandês de Futebol de 2013                                 |
| Índia · (1 vaga)        | Pune†                    | Vice-campeão[Nota India] – I-League de 2012–13                                           |
| Singapura (1 vaga)      | Tampines Rovers†         | Campeão – S-League de 2013                                                               |
| Hong Kong · (1 vaga)    | South China†             | Campeão – Liga da Primeira Divisão de Hong Kong de 2012–13                               |
| Vietname · (1 vaga)     | Hà Nội T&T†              | Campeão – V-Liga de 2013                                                                 |

- †: Equipes que disputaram a fase de play-off.
- Nota Bahrein: O Al-Hidd foi o escolhido para ser o representante do Bahrein por atender os requisitos de licença para pode disputar a competição.[1]
- Nota India: O Pune foi o escolhido para ser o representante da Índia por atender os requisitos de licença para pode disputar a competição.[2]

## Calendário
O calendário para a competição é o seguinte:
| Fase                     | Fase             | Data do sorteio        | Partida de ida     | Partida de volta              |
| ------------------------ | ---------------- | ---------------------- | ------------------ | ----------------------------- |
| Play-off de qualificação | 1ª Rodada        | N/A                    | 2 de fevereiro     | 2 de fevereiro                |
| Play-off de qualificação | 2ª Rodada        | N/A                    | 8 de fevereiro     | 8 de fevereiro                |
| Play-off de qualificação | 3ª Rodada        | N/A                    | 15 de fevereiro    | 15 de fevereiro               |
| Fase de grupos           | 1ª Rodada        | 10 de dezembro de 2013 | 25–26 de fevereiro | 25–26 de fevereiro            |
| Fase de grupos           | 2ª Rodada        | 10 de dezembro de 2013 | 11–12 de março     | 11–12 de março                |
| Fase de grupos           | 3ª Rodada        | 10 de dezembro de 2013 | 18–19 de março     | 18–19 de março                |
| Fase de grupos           | 4ª Rodada        | 10 de dezembro de 2013 | 1–2 de abril       | 1–2 de abril                  |
| Fase de grupos           | 5ª Rodada        | 10 de dezembro de 2013 | 15–16 de abril     | 15–16 de abril                |
| Fase de grupos           | 6ª Rodada        | 10 de dezembro de 2013 | 22–23 de abril     | 22–23 de abril                |
| Fase final               | Oitavas-de-final | 10 de dezembro de 2013 | 6–7 de maio        | 13–14 de maio                 |
| Fase final               | Quartas-de-final | 28 de maio de 2014     | 19–20 de agosto    | 26–27 de agosto               |
| Fase final               | Semifinais       | 28 de maio de 2014     | 16–17 de setembro  | 30 de setembro – 1 de outubro |
| Fase final               | Final            | 28 de maio de 2014     | 25 de outubro      | 1 de novembro                 |

Em 25 de novembro de 2013 o Comitê de Competições da AFC propôs que a final fosse disputada em duas partidas ao invés de uma partida apenas. Também foi decidido que a competição será dividida em zonas para garantir a final entre uma equipe da Ásia Ocidental versus outra da Ásia Oriental para os próximos três anos.

## Rodadas de qualificação
As chaves para as rodadas de qualificação é determinada pela AFC baseada no ranking de cada associação. Times da mesma associação não podem se enfrentar nesta fase. As vagas são decididas em partida única.

### 1.ª Rodada
| Equipe 1        | Resultado      | Equipe 2       |
| Asia Ocidental  | Asia Ocidental | Asia Ocidental |
| --------------- | -------------- | -------------- |
| Al-Suwaiq       | 0–1            | Al-Qadsia      |
| Shabab Al-Ordon | 1–3            | Al-Hidd        |
| Al-Kuwait       | 1–0            | Al-Shorta      |
| Asia Oriental   |                |                |
| Tampines Rovers | 1–2 (pro)      | South China    |
| Pune            | 0–3            | Hà Nội T&T     |

### 2ª Rodada
| Equipe 1           | Resultado      | Equipe 2       |
| Asia Ocidental     | Asia Ocidental | Asia Ocidental |
| ------------------ | -------------- | -------------- |
| Baniyas            | 0–4            | Al-Qadsia      |
| Al Jaish           | 5–1            | Nasaf Qarshi   |
| Lekhwiya           | 2–1            | Al-Hidd        |
| Lokomotiv Tashkent | 1–3            | Al-Kuwait      |
| Asia Oriental      |                |                |
| Chonburi           | 3–0            | South China    |
| Muangthong United  | 2–0            | Hà Nội T&T     |

### 3ª Rodada
| Equipe 1          | Resultado      | Equipe 2          |
| Asia Ocidental    | Asia Ocidental | Asia Ocidental    |
| ----------------- | -------------- | ----------------- |
| Al Jaish          | 3–0            | Al-Qadsia         |
| Lekhwiya          | 4–1            | Al-Kuwait         |
| Asia Oriental     |                |                   |
| Beijing Guoan     | 4–0            | Muangthong United |
| Melbourne Victory | 2–1            | Chonburi          |

## Fase de grupos
O sorteio para a fase de grupos ocorreu em 10 de dezembro de 2013. Os 32 times foram colocados em oito grupos com quatro times cada. Times da mesma associação não podem estar no mesmo grupo.

### Grupo A
| Equipe    | Pts | J | V | E | D | GP | GC | SG |
| --------- | --- | - | - | - | - | -- | -- | -- |
| Al-Shabab | 15  | 6 | 5 | 0 | 1 | 12 | 8  | +4 |
| Al-Jazira | 10  | 6 | 3 | 1 | 2 | 12 | 10 | +2 |
| Esteghlal | 7   | 6 | 2 | 1 | 3 | 7  | 7  | 0  |
| Al-Rayyan | 3   | 6 | 1 | 0 | 5 | 9  | 15 | –6 |

|           | EST | RAY | JAZ | SHB |
| --------- | --- | --- | --- | --- |
| Esteghlal | —   | 3–1 | 2–2 | 0–1 |
| Al-Rayyan | 1–0 | —   | 2–3 | 0–2 |
| Al-Jazira | 0–1 | 3–2 | —   | 1–2 |
| Al-Shabab | 2–1 | 4–3 | 1–3 | —   |

### Grupo B
| Equipe    | Pts | J | V | E | D | GP | GC | SG |
| --------- | --- | - | - | - | - | -- | -- | -- |
| Foolad    | 14  | 6 | 4 | 2 | 0 | 11 | 3  | +8 |
| Bunyodkor | 8   | 6 | 2 | 2 | 2 | 7  | 7  | 0  |
| El-Jaish  | 8   | 6 | 2 | 2 | 2 | 6  | 6  | 0  |
| Al-Fateh  | 2   | 6 | 0 | 2 | 4 | 3  | 11 | –8 |

|           | FAT | FLD | ALJ | BUN |
| --------- | --- | --- | --- | --- |
| Al-Fateh  | —   | 1–5 | 0–0 | 0–0 |
| Foolad    | 1–0 | —   | 3–1 | 1–0 |
| Al Jaish  | 2–0 | 0–0 | —   | 1–2 |
| Bunyodkor | 3–2 | 1–1 | 1–2 | —   |

### Grupo C
| Equipe       | Pts | J | V | E | D | GP | GC | SG |
| ------------ | --- | - | - | - | - | -- | -- | -- |
| Al-Ain       | 11  | 6 | 3 | 2 | 1 | 14 | 7  | +7 |
| Al-Ittihad   | 10  | 6 | 3 | 1 | 2 | 8  | 6  | +2 |
| Lekhwiya     | 7   | 6 | 2 | 1 | 3 | 5  | 10 | –5 |
| Tractor Sazi | 5   | 6 | 1 | 2 | 3 | 4  | 8  | –4 |

|              | AIN | ITT | TRS | LEK |
| ------------ | --- | --- | --- | --- |
| Al-Ain       | —   | 1–1 | 3–1 | 2–1 |
| Al-Ittihad   | 2–1 | —   | 2–0 | 3–1 |
| Tractor Sazi | 2–2 | 1–0 | —   | 0–1 |
| Lekhwiya     | 0–5 | 2–0 | 0–0 | —   |

### Grupo D
| Equipe   | Pts | J | V | E | D | GP | GC | SG |
| -------- | --- | - | - | - | - | -- | -- | -- |
| Al-Hilal | 9   | 6 | 2 | 3 | 1 | 12 | 7  | +5 |
| Al-Sadd  | 8   | 6 | 2 | 2 | 2 | 8  | 14 | –6 |
| Al-Ahli  | 7   | 6 | 1 | 4 | 1 | 6  | 6  | 0  |
| Sepahan  | 7   | 6 | 2 | 1 | 3 | 9  | 8  | +1 |

|          | SAD | AHL | HIL | SEP |
| -------- | --- | --- | --- | --- |
| Al-Sadd  | —   | 2–1 | 2–2 | 3–1 |
| Al-Ahli  | 1–1 | —   | 0–0 | 0–0 |
| Al-Hilal | 5–0 | 2–2 | —   | 1–0 |
| Sepahan  | 4–0 | 1–2 | 3–2 | —   |

### Grupo E
| Equipe                  | Pts | J | V | E | D | GP | GC | SG |
| ----------------------- | --- | - | - | - | - | -- | -- | -- |
| Pohang Steelers         | 12  | 6 | 3 | 3 | 0 | 11 | 6  | +5 |
| Cerezo Osaka            | 8   | 6 | 2 | 2 | 2 | 10 | 9  | +1 |
| Buriram United          | 6   | 6 | 1 | 3 | 2 | 5  | 9  | –4 |
| Shandong Luneng Taishan | 5   | 6 | 1 | 2 | 3 | 9  | 11 | –2 |

|                         | POH | BUR | SHD | CER |
| ----------------------- | --- | --- | --- | --- |
| Pohang Steelers         | –   | 0–0 | 2–2 | 1–1 |
| Buriram United          | 1–2 | –   | 1–0 | 2–2 |
| Shandong Luneng Taishan | 2–4 | 1–1 | –   | 1–2 |
| Cerezo Osaka            | 0–2 | 4–0 | 1–3 | –   |

### Grupo F
| Equipe                 | Pts | J | V | E | D | GP | GC | SG |
| ---------------------- | --- | - | - | - | - | -- | -- | -- |
| FC Seoul               | 11  | 6 | 3 | 2 | 1 | 9  | 6  | +3 |
| Sanfrecce Hiroshima    | 9   | 6 | 2 | 3 | 1 | 9  | 8  | +1 |
| Central Coast Mariners | 6   | 6 | 2 | 0 | 4 | 4  | 7  | –3 |
| Beijing Guoan          | 6   | 6 | 1 | 3 | 2 | 7  | 8  | –1 |

|                        | HIR | CCM | SEO | BEI |
| ---------------------- | --- | --- | --- | --- |
| Sanfrecce Hiroshima    | —   | 1–0 | 2–1 | 1–1 |
| Central Coast Mariners | 2–1 | —   | 0–1 | 1–0 |
| FC Seoul               | 2–2 | 2–0 | —   | 2–1 |
| Beijing Guoan          | 2–2 | 2–1 | 1–1 | —   |

### Grupo G
| Equipe                 | Pts | J | V | E | D | GP | GC | SG |
| ---------------------- | --- | - | - | - | - | -- | -- | -- |
| Guangzhou Evergrande   | 10  | 6 | 3 | 1 | 2 | 10 | 8  | +2 |
| Jeonbuk Hyundai Motors | 8   | 6 | 2 | 2 | 2 | 8  | 7  | +1 |
| Melbourne Victory      | 8   | 6 | 2 | 2 | 2 | 9  | 9  | 0  |
| Yokohama F. Marinos    | 7   | 6 | 2 | 1 | 3 | 7  | 10 | –3 |

|                        | GUA | YFM | JEO | MEL |
| ---------------------- | --- | --- | --- | --- |
| Guangzhou Evergrande   | —   | 2–1 | 3–1 | 4–2 |
| Yokohama F. Marinos    | 1–1 | —   | 2–1 | 3–2 |
| Jeonbuk Hyundai Motors | 1–0 | 3–0 | —   | 0–0 |
| Melbourne Victory      | 2–0 | 1–0 | 2–2 | —   |

### Grupo H
| Equipe                   | Pts | J | V | E | D | GP | GC | SG |
| ------------------------ | --- | - | - | - | - | -- | -- | -- |
| Western Sydney Wanderers | 12  | 6 | 4 | 0 | 2 | 11 | 5  | +6 |
| Kawasaki Frontale        | 12  | 6 | 4 | 0 | 2 | 7  | 5  | +2 |
| Ulsan Hyundai            | 7   | 6 | 2 | 1 | 3 | 8  | 10 | –2 |
| Guizhou Renhe            | 4   | 6 | 1 | 1 | 4 | 4  | 10 | –6 |

|                          | WSW | GUI | KAW | ULS |
| ------------------------ | --- | --- | --- | --- |
| Western Sydney Wanderers | —   | 5–0 | 1–0 | 1–3 |
| Guizhou Renhe            | 0–1 | —   | 0–1 | 3–1 |
| Kawasaki Frontale        | 2–1 | 1–0 | —   | 3–1 |
| Ulsan Hyundai            | 0–2 | 1–1 | 2–0 | —   |

## Fase final

### Oitavas-de-final
Nas oitavas-de-final, os vencedores dos grupos enfrentam os segundo-lugares do outro da mesma zona, com os vencedores dos grupos decidindo a segunda partida em casa.
| Equipe 1               | Total          | Equipe 2                 | 1.º jogo       | 2.º jogo       |
| Ásia Ocidental         | Ásia Ocidental | Ásia Ocidental           | Ásia Ocidental | Ásia Ocidental |
| ---------------------- | -------------- | ------------------------ | -------------- | -------------- |
| Al-Ittihad             | 4–1            | Al-Shabab                | 1–0            | 3–1            |
| Al-Jazira              | 2–4            | Al-Ain                   | 1–2            | 1–2            |
| Al-Sadd                | 2–2 (gf)       | Foolad                   | 0–0            | 2–2            |
| Bunyodkor              | 0–4            | Al-Hilal                 | 0–1            | 0–3            |
| Ásia Oriental          |                |                          |                |                |
| Jeonbuk Hyundai Motors | 1–3            | Pohang Steelers          | 1–2            | 0–1            |
| Cerezo Osaka           | 2–5            | Guangzhou Evergrande     | 1–5            | 1–0            |
| Kawasaki Frontale      | 4–4 (gf)       | FC Seoul                 | 2–3            | 2–1            |
| Sanfrecce Hiroshima    | 3–3 (gf)       | Western Sydney Wanderers | 3–1            | 0–2            |

### Quartas-de-final
O sorteio para decidir as partidas das quartas-de-final, semifinais e finais e mando de campo em cada fase foi realizado em 28 de maio de 2014. Para as quartas-de-final não haverá a "proteção por país", ou seja, se houver duas equipes do mesmo país eles poderão se enfrentar nas quartas.
| Equipe 1                 | Total          | Equipe 2             | 1.º jogo       | 2.º jogo       |
| Ásia Ocidental           | Ásia Ocidental | Ásia Ocidental       | Ásia Ocidental | Ásia Ocidental |
| ------------------------ | -------------- | -------------------- | -------------- | -------------- |
| Al-Hilal                 | 1–0            | Al-Sadd              | 1–0            | 0–0            |
| Al-Ain                   | 5–1            | Al-Ittihad           | 2–0            | 3–1            |
| Ásia Oriental            |                |                      |                |                |
| Pohang Steelers          | 0–0 (0–3 p)    | FC Seoul             | 0–0            | 0–0 (pro)      |
| Western Sydney Wanderers | 2–2 (gf)       | Guangzhou Evergrande | 1–0            | 1–2            |

### Semifinal
| Equipe 1       | Total          | Equipe 2                 | 1.º jogo       | 2.º jogo       |
| Ásia Ocidental | Ásia Ocidental | Ásia Ocidental           | Ásia Ocidental | Ásia Ocidental |
| -------------- | -------------- | ------------------------ | -------------- | -------------- |
| Al-Hilal       | 4–2            | Al-Ain                   | 3–0            | 1–2            |
| Ásia Oriental  |                |                          |                |                |
| FC Seoul       | 0–2            | Western Sydney Wanderers | 0–0            | 0–2            |

### Final
| Equipe 1                 | Total | Equipe 2 | 1.º jogo | 2.º jogo |
| ------------------------ | ----- | -------- | -------- | -------- |
| Western Sydney Wanderers | 1–0   | Al-Hilal | 1–0      | 0-0      |

## Premiação
| Liga dos Campeões da AFC de 2014             |
| Austrália                                    |
| -------------------------------------------- |
| Western Sydney Wanderers Campeão (1º título) |